# جيم مارتن (موسيقي)
جيم مارتن (بالإنجليزية: Jim Martin)‏ هو موسيقي وعازف قيثارة أمريكي، ولد في 21 يوليو 1961 في أوكلاند في الولايات المتحدة.

## وصلات خارجية
- جيم مارتن على موقع IMDb (الإنجليزية)
- جيم مارتن على موقع ميوزك برينز (الإنجليزية)
- جيم مارتن على موقع أول ميوزيك (الإنجليزية)
- جيم مارتن على موقع ديسكوغز (الإنجليزية)
- جيم مارتن على موقع قاعدة بيانات الفيلم (الإنجليزية)